# Thranodes
Thranodes is een kevergeslacht uit de familie van de boktorren (Cerambycidae). De wetenschappelijke naam van het geslacht werd voor het eerst geldig gepubliceerd in 1867 door Pascoe.

## Soorten
Thranodes omvat de volgende soorten:
- Thranodes pictiventris Pascoe, 1869
- Thranodes stenothyreus (Pascoe, 1862)